# Le Loup des steppes (film)
Pour les articles homonymes, voir Steppenwolf (homonymie).
Pour plus de détails, voir Fiche technique et Distribution.
Le Loup des steppes (en anglais : Steppenwolf, en allemand Der Steppenwolf) est un film franco-italo-helvético-britannico-américain réalisé par Fred Haines, sorti en 1974.
Le film est une adaptation cinématographique du roman du même nom Der Steppenwolf de l'écrivain Hermann Hesse. L'acteur principal est l'acteur suédois Max von Sydow.

## Synopsis
L'action se situe dans l'Allemagne des années 1920. Le personnage principal, Harry Haller, est partagé entre son humanité et une nature animale qu'il qualifie de « loup des steppes », et qui ne s'accommode pas de la vie bourgeoise de son temps, et souhaite se donner la mort. La rencontre avec Hermine et son compagnon Pablo l'amène à fréquenter la société, et à un « théâtre magique ».

## Distribution
- Max von Sydow : Harry Haller
- Dominique Sanda : Hermine / Hermann
- Pierre Clémenti : Pablo / Mozart
- Carla Romanelli : Maria
- Helmut Förnbacher : Franz
- Eduard Linkers : le professeur
- Helen Hesse : l'épouse du professeur
- Roy Bosier : le gendarme
- Charles Régnier : le procureur général Loering
- Silvia Reize : Dora
- Sunnyi Melles : Rosa
- Alfred Baillou : Goethe / le joueur d'échecs
- Niels-Peter Rudolph : Gustav

## Source de la traduction
- (de)/(en) Cet article est partiellement ou en totalité issu des articles intitulés en allemand « Der Steppenwolf (Film) » (voir la liste des auteurs) et en anglais « Steppenwolf (film) » (voir la liste des auteurs).